# Kuehne + Nagel
Kuehne + Nagel International AG (ali Kuehne + Nagel) je globalno transportno in logistično podjetje s sedežem v kraju Schindellegi, Švica. Ustanovila sta ga August Kuehne in Friedrich Nagel leta 1890 v Bremnu, Nemčija. 
Zagotavlja posredovanje ladijskega in letalskega prevoza, pogodbene logistike in mednarodnih poslov s poudarkom na logističnih rešitvah, ki temeljijo na informacijski tehnologiji. V letu 2010 je bilo Kuehne + Nagel vodilno globalno logistično podjetje s skoraj 10 % deležem v svetovnem letalskem in ladijskem prevozu blaga glede na prihodek, pred podjetji DHL Global Forwarding, DB Schenker Logistics in Panalpina. Od leta 2012 ima več kot 1000 pisarn v več kot 100 državah in čez 63.000 zaposlenih.